# Philippe Rebbot
Pour les articles homonymes, voir Rebbot.
Philippe Rebbot, né le 30 novembre 1964 à Casablanca au Maroc, est un acteur, réalisateur et scénariste français,.

## Biographie
Philippe Rebbot est le neveu de Sady Rebbot et le cousin de Jérôme Rebbot et Vincent Elbaz, également acteurs.
Il réside à Montreuil (Seine-Saint-Denis).

### Vie privée
Philippe Rebbot a vécu en couple avec l'actrice Romane Bohringer, qu’il a rencontrée en 2004 sur le tournage du téléfilm Le Triporteur de Belleville, où il était assistant régisseur adjoint. Le 26 décembre 2008, Romane donne naissance à leur premier enfant, une fille prénommée Rose, et le 2 août 2011, au deuxième, un garçon prénommé Raoul.
Le couple rompt, mais les parents vivent avec leurs enfants sous le même toit, dans deux espaces séparés, ce qu’ils appellent un « sépartement » . Cette histoire leur inspire le film L'Amour flou, sorti en 2018. La reconnaissance qui en découle leur permet de prolonger le film par une série de même titre en 2021.

## Filmographie

### Acteur

#### Longs métrages
- 1998 : On a très peu d'amis de Sylvain Monod
- 1998 : L'Ennui de Cédric Kahn
- 2000 : La Vie moderne de Laurence Ferreira-Barbosa : Voix de l'homme menaçant
- 2000 : 30 ans de Laurent Perrin : Rony
- 2006 : Aurore de Nils Tavernier : Garde de prison
- 2007 : Où avais-je la tête ? de Nathalie Donnini : Alfred
- 2007 : Pas douce de Jeanne Waltz : Le deuxième voisin de lit
- 2007 : L'Homme qui marche d'Aurélia Georges
- 2009 : Un chat un chat de Sophie Fillières : Viorel
- 2010 : Suite parlée de Marie Vermillard et Joël Brisse : "Sous terre"
- 2010 : Les Meilleurs Amis du monde de Julien Rambaldi : L'homme de la voiture
- 2010 : Le Sentiment de la chair de Roberto Garzelli : Le gardien d'immeuble
- 2010 : Tous les soleils de Philippe Claudel : Jean-Paul
- 2012 : Mariage à Mendoza d'Édouard Deluc : Marcus
- 2012 : Chroniques d'une cour de récré de Brahim Fritah : Monsieur Henri, le principal
- 2013 : Mon âme par toi guérie de François Dupeyron : Nanard
- 2013 : Lulu femme nue de Sólveig Anspach : Jean-Marie Castanaud
- 2014 : Week-ends d'Anne Villacèque : le brocanteur
- 2014 : Ablations de Arnold de Parscau : le vétérinaire
- 2014 : Hippocrate de Thomas Lilti : Guy
- 2014 : On a failli être amies d'Anne Le Ny : Pierre
- 2014 : Baby Balloon de Stefan Liberski : Mitch
- 2014 : Tristesse Club de Vincent Mariette : Ivan
- 2014 : Bon Rétablissement ! de Jean Becker : Thierry
- 2014 : Le Père Noël d'Alexandre Coffre : Camille
- 2014 : Zouzou de Blandine Lenoir : Frédo
- 2015 : Une famille à louer de Jean-Pierre Améris : Rémi
- 2015 : Les Chaises musicales de Marie Belhomme : Fabrice Lunel
- 2015 : Vingt et une nuits avec Pattie d’Arnaud et Jean-Marie Larrieu
- 2015 : Les Chevaliers blancs de Joachim Lafosse : Luc Debroux
- 2016 : L'Effet aquatique de Sólveig Anspach : Reboute
- 2016 : Les Premiers, les Derniers de Bouli Lanners : Jésus
- 2016 : Rosalie Blum de Julien Rappeneau : Le colocataire
- 2016 : L'Homme aux mille visages de Alberto Rodríguez : Pinaud
- 2016 : Le Petit Locataire de Nadège Loiseau : Jean-Pierre
- 2017 : Vénéneuses de Jean-Pierre Mocky : Le prêtre défroqué
- 2017 : Des plans sur la comète de Guilhem Amesland : Franck
- 2017 : Aurore de Blandine Lenoir : Nanard
- 2017 : Gauguin : Voyage de Tahiti d'Édouard Deluc : le jeune poète
- 2017 : Simon et Théodore de Mikael Buch : Paul
- 2017 : Lutine d'Isabelle Broué : Philippe
- 2018 : Normandie nue de Philippe Le Guay : Eugène
- 2018 : Vent du nord de Walid Mattar : Hervé
- 2018 : La Finale de Robin Sykes : Claude
- 2018 : L'Amour flou de Romane Bohringer et Philippe Rebbot : Philippe
- 2019 : Moi, maman, ma mère et moi de Christophe Le Masne : Antoine Mounier
- 2019 : 100 Kilos d'étoiles de Marie-Sophie Chambon : Jean-Luc
- 2019 : Le Choc du futur de Marc Collin
- 2020 : Mine de rien de Mathias Mlekuz : Di Lello
- 2020 : Effacer l’historique de Benoît Delépine et Gustave Kervern : le feignase
- 2020 : Ibrahim de Samir Guesmi : Jean
- 2021 : Madame Claude de Sylvie Verheyde : le père de Sidonie
- 2022 : Placés de Nessim Chikhaoui : Marc
- 2022 : Trois fois rien de Nadège Loiseau : Casquette
- 2022 : Ça tourne à Saint-Pierre-et-Miquelon de Christian Monnier : Milan Zodowski
- 2022 : Les Goûts et les couleurs de Michel Leclerc : Le manager de Marcia
- 2022 : Pétaouchnok d'Édouard Deluc : Richard
- 2022 : La Maison d'Anissa Bonnefont : Le français
- 2023 : Marie-Line et son juge de Jean-Pierre Améris : le père de Marie-Line
- 2024 : Sur un fil de Reda Kateb : Gilles
- 2024 : Les Pistolets en plastique de Jean-Christophe Meurisse : Thiago
- 2024 : À bicyclette ! de Mathias Mlekuz
- 2025 : Dites-lui que je l'aime de Romane Bohringer : Philippe
- 2026 : Changer l'eau des fleurs de Jean-Pierre Jeunet

#### Courts métrages
- 1998 : En un clin d'œil de Gérald Faro et Philippe Rebbot : Le type
- 1999 : J'aime les filles d'Olivier Guillaume : Le héros
- 2000 : À découvert de Camille Brottes : Bass
- 2001 : J'attends Daniel pour peindre de Nathalie Donnini : Daniel
- 2002 : Uifoizero.kom d'Olivier Guillaume : Phil
- 2002 : Je n'ai jamais tué personne de Édouard Delux : Eric
- 2002 : Du poil de la bête... de Hany Tamba : Le gardien de but français
- 2002 : Le Cadeau commun de Nathalie Donnini : Paul
- 2004 : À quoi ça sert de voter écolo? d'Aure Atika : Baptiste
- 2006 : Petites Révélations de Marie Vermillard
- 2006 : Avec un grand A d'Olivier Lorelle : Jean-François
- 2009 : La Boîte à Pépé de Sami Zitouni : Matthieu
- 2009 : ¿Donde está Kim Basinger? de Édouard Deluc : Marcus
- 2010 : Monsieur l'Abbé de Blandine Lenoir
- 2011 : Des trous dans le silence de Vincent Lebrun : Le voisin
- 2012 : La Femme qui flottait de Thibault Lang-Willar : Lionel
- 2012 : Tennis Elbow de Vital Philippot : Philippe
- 2012 : Putain de lune de Lou Bohringer
- 2012 : Heavy Sentimental de Laure Ballarin
- 2013 : Mona d'Alexis Barbosa
- 2015 : Y'a pas de lézard de Noël Fuzellier
- 2017 : Les Bigorneaux d'Alice Vial : Guy
- 2017 : Maximum moderne d'Edmond Carrère : Philippe, l’astronome
- 2019 : Mars Colony de Noël Fuzellier
- 2021 : À point d'Aurélie Marpeaux
- 2024 : Mort d'un acteur d'Ambroise Rateau

#### Télévision
- 2006 : Nos enfants chéris de Benoît Cohen
- 2009 : Ticket gagnant de Julien Weill : Daniel
- 2012 : Parle tout bas si c'est d'amour de Sylvain Monod
- 2013 : Le Déclin de l'empire masculin d'Angelo Cianci : Willy William
- 2014 : Hard de Mélissa Drigeard et Laurent Dussaux : Nathaniel Micheletty
- 2018 : Aurore de Laëtitia Masson : François Ravel
- 2019 : Vernon Subutex de Cathy Verney : Xavier Fardin
- 2019 : Temps de chien d'Édouard Deluc : Jean
- 2019 : L'Effondrement : Christophe
- 2020 : Le Voyageur (épisode Le Village assassiné) : Capitaine Akerman
- 2021 : L'Amour flou de Romane Bohringer : Philippe
- 2021 : Christmas Flow (Netflix) de Nadège Loiseau : Daniel
- 2023 : De Grâce de Vincent Maël Cardona : Christophe Leprieur

#### Web-séries
- 2017 : Loulou, épisode 9 La Photo : le photographe

#### Clip
- La France a peur et Tu dis mais ne sais pas, vidéo-clips de Mickey 3D

### Scénariste
- 1998 : En un clin d'œil (court métrage) coécrit et coréalisé avec Gérald Faro
- 1998 : On a très peu d'amis coécrit avec Sylvain Monod, Nathalie Donnini et Gérald Sibleyras, réalisé par Sylvain Monod
- 2000 : À découvert (court métrage) coécrit avec Camille Brottes, réalisé par Camille Brottes
- 2012 : Mariage à Mendoza coécrit avec Anaïs Carpita, Édouard Deluc et Thomas Lilti, réalisé par Édouard Deluc
- 2018 : L'Amour flou coécrit avec Romane Bohringer, réalisé par lui-même et Romane Bohringer
- 2020 : Mine de rien coécrit avec Mathias Mlekuz et Cécile Telerman, réalisé par Mathias Mlekuz
- 2024 : À Bicyclette ! coécrit avec Mathias Mlekuz, réalisé par Mathias Mlekuz

### Réalisateur
- 1998 : En un clin d'œil (court métrage) coréalisé avec Gérald Faro
- 2018 : L'Amour flou coréalisé avec Romane Bohringer

## Théâtre

### Metteur en scène
- 2010 : Un privé à Babylone de Richard Brautigan, Théâtre du chêne noir-Avignon, avec sa compagne Romane Bohringer

### Acteur
- 2023 : Farces et nouvelles de Tchekhov d'Anton Tchekhov, mise en scène Pierre Pradinas, théâtre du Lucernaire

## Distinctions
- Lutins du court métrage 2010 pour ¿ Dónde está Kim Basinger ?.